# Недорезов, Игорь Олегович
И́горь Оле́гович Недоре́зов (27 июня 1981, Псков, СССР) — российский футболист, защитник. Мастер спорта России.

## Карьера
Воспитанник СДЮШОР «Стрела» (Псков).
Профессиональную карьеру начал в 1997 году в псковском «Машиностроителе», дебютировав за команду 19 июня 1997 года в гостевом матче с брянским «Спартаком» (0:1). Сыграл в том году 13 матчей в третьей лиге ПФЛ.
В 1998 году «Машиностроитель», переименованный в «Псков», был снят с турнира второго дивизиона. Недорезов играл за клубную команду на первенство КФК.
С 1999 по 2000 год выступал в составе «Пскова» в первенстве КФК (клуб выиграл все турниры, в которых участвовал) и втором дивизионе.
Летом 2000 года пополнил состав петербургского «Зенита», в составе которого выступал на протяжении 4-х сезонов, проведя за это время 17 матчей в Высшем дивизионе, 69 матчей за дубль, в которых забил 4 мяча, и 2 матча за «Зенит-2» во втором дивизионе в 2000 году. В составе «Зенита» стал в 2003 году серебряным призёром чемпионата и обладателем Кубка Премьер-лиги, в финале которого был в заявке на оба матча, однако, на поле вышел только в одном.
31 августа 2004 года был заявлен в состав владивостокского клуба «Луч-Энергия», за который до конца сезона сыграл 4 матча в первом дивизионе.
В 2005 году перешёл в липецкий «Металлург», за который сыграл 16 матчей, после чего, 13 июля, был отзаявлен и перешёл в новокузнецкий «Металлург-Кузбасс», в составе которого выступал до конца 2008 года, проведя за это время 114 матчей и забив 2 мяча.
В 2009 году перешёл в астраханский «Волгарь-Газпром-2», в составе которого дебютировал 28 марта в матче во Владикавказе против «Алании» (1:3). В декабре 2009 года закончился контракт с «Волгарём».
9 февраля 2010 года было сообщено, что Недорезов подписал контракт с хабаровским клубом «СКА-Энергия».
27 января 2012 года подписал контракт с новокузнецким «Металлург-Кузбассом».
В марте 2016 года пополнил состав «Пскова-747».
Млодший брат Сергей (род. 1985) — также футболист.

## Достижения
- Серебряный призёр чемпионата России: 2003 («Зенит»)
- Бронзовый призёр чемпионата России: 2001 («Зенит»)
- Обладатель Кубка Премьер-лиги: 2003 («Зенит»)
- Финалист Кубка Интертото: 2000 («Зенит»)
- Победитель зоны «Восток» Второго дивизиона: 2011/12 («Металлург-Кузбасс»)
- Серебряный призёр зоны «Восток» Второго дивизиона: 2006 («Металлург-Кузбасс»)
- Бронзовый призёр зоны «Восток» Второго дивизиона: 2014/15 («Металлург» Новокузнецк)
- Чемпион России среди КФК: 1999 («Псков»)
- Победитель Первенства МРО «Северо-Запад»: 1999 («Псков»)
- Обладатель Кубка МРО «Северо-Запад»: 1999 («Псков»)